# René Waldeck-Rousseau (vader)

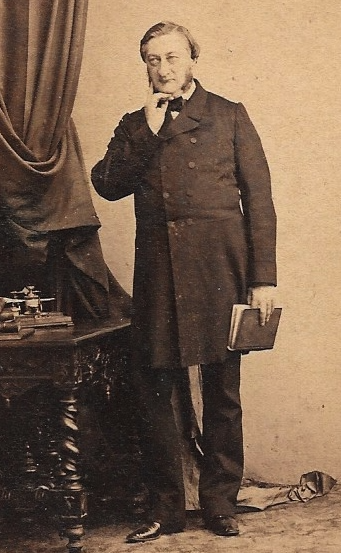
René Waldeck-Rousseau

René Waldeck-Rousseau (Avranches, 27 april 1809 - Nantes, 17 februari 1882), was een Frans republikeins politicus.
René Waldeck-Rousseau studeerde rechten en was advocaat. In april 1848, tijdens de Tweede Franse Republiek, werd hij als kandidaat van de republikeinse partij in de Grondwetgevende Vergadering (Assemblée Constituante) gekozen als vertegenwoordiger van het departement Loire-Inférieure. Hij bleef tot mei 1894 lid van de Grondwetgevende Vergadering. Als sociaal voelend mens zat hij onder anderen met Jules Simon en Louis Blanc in een commissie die sociale vraagdstukken bestudeerde. Een van de voorstellen van de commissie betrof de vorming van nationale banken, welk voorstel gedeeltelijk werd gereliseerd in 1850.
René Waldeck-Rousseau stapte uit de politiek toen Lodewijk Napoleon Bonaparte tot president van Frankrijk werden gekozen. Na de staatsgreep van 2 december 1851, waarbij president Bonaparte alle macht naar zich toetrok, dook Waldeck-Rousseau enige tijd onder. Na de totstandkoming van het Tweede Franse Keizerrijk (1852) zette Waldeck-Rousseau zich als rooms-katholieke liberaal in voor het herstel van de republiek.
Na de omverwerping van de monarchie in 1870 als gevolg van de Frans-Duitse Oorlog, werd Waldeck-Rousseau tot burgemeester (maire) van Nantes. Vanwege meningsverschillen met zijn wethouders over het onderwijsvraagstuk, trad hij reeds in 1871 af. Van 1872 tot 1874 was hij echter opnieuw burgemeester van Nantes.
René Waldeck-Rousseau overleed op 72-jarige leeftijd, op 17 februari 1882 in Nantes.
Hij was de vader van premier René Waldeck-Rousseau.